# Provincia Romandiolæ
La Provincia Romandiolæ (nome completo Provincia Romandiolæ et Exarchatus Ravennæ) è stata una suddivisione amministrativa dello Stato Pontificio che divenne parte dello stato a tutti gli effetti dal 1278 ed esistette come provincia unitaria fino al 1540.

## Recupero papale dei diritti sulla Romagna e sul Bolognese (1248-78)
Fin dal XII secolo gli imperatori svevi avevano fatto aperte promissiones alla Chiesa di Roma relative alla restituzione della Romandiola, costituita all'epoca dall'Exarchatus Ravennae (l'insieme della Romagna con il Bolognese e il Ferrarese). Tali promesse erano rimaste però sulla carta. Ferrara, come tutte le terre matildiche, era ormai riservata all'impero. Inoltre, le città di Romagna erano riluttanti a porsi volontariamente sotto il dominio papale poiché erano vincolate da giuramenti all'imperatore. L'influenza del Sacro romano impero sulle città romagnole ebbe termine nel 1248, quando Federico II di Svevia venne inaspettatamente sconfitto a Parma, perdendo il controllo delle città della pianura padana occidentale. Le città guelfe (fedeli al papa) ne approfittarono e si allearono per attaccare le città ghibelline (fedeli all'imperatore).
Lo Stato Pontificio intervenne per tentare il recupero dei propri possedimenti nella pianura padana orientale. La Santa Sede inviò nella regione Ottaviano degli Ubaldini, il quale, posto alla guida di un esercito guelfo, sconfisse i ghibellini e portò sotto il dominio della Santa Sede tutte le città della Romagna. Risultò decisivo per il successo dell'operazione l'intervento del libero comune di Bologna, che ne approfittò per assurgere nel 1250 ad una posizione di egemonia sui comuni di Romagna, che si protrasse fino agli anni settanta.
Nello stesso periodo (1250-1273) si aprì una crisi dinastica nell'impero: la carica rimase vacante per tutto questo tempo. Fu papa Gregorio X a persuadere, nel 1273, i principi elettori tedeschi a scegliere un nuovo re dei Romani. Il neoeletto, Rodolfo I, primo imperatore della casa d'Asburgo, confermò le promissiones fatte dai suoi predecessori. Nel 1275 si incontrò a Losanna con lo stesso Gregorio X. Gli accordi di Losanna sancirono la rinuncia imperiale alla sovranità su alcuni territori, compresa la Provincia Romandiolae. Gregorio X morì pochi mesi dopo; la sua azione fu portata a compimento da Niccolò III. Salito al soglio pontificio nel dicembre 1277, già nel gennaio 1278 ottenne da Rodolfo il diploma che sancì il definitivo passaggio della Romagna e del Bolognese allo Stato Pontificio; il 4 maggio successivo la Santa Sede ratificò gli accordi. I diritti maiestatici cessarono di essere divisi fra i papi e gli imperatori o i loro vicari e conti; le investiture feudali o signorili passarono interamente alla Santa Sede.
 
Niccolò III nominò come legato pontificio per i territori suo nipote, il cardinale Latino Malabranca Orsini, ed inviò a Forlì, come vicario di questi, un altro nipote, Bertoldo Orsini, col titolo di conte di Romagna (il primo di nomina pontificia). Il 24 settembre 1278 Niccolò III istituì in ogni provincia pontificia la figura del rettore, un nobile (o ecclesiastico) con il mandato di gestire l'amministrazione civile. Il primo Rettore della Provincia Romandiolæ (con l'esclusione di Bertinoro, all'epoca autonoma) fu lo stesso Bertoldo Orsini. Il 14 febbraio 1279 gli accordi furono definitivamente confermati da Vienna.
Quanto alla nuova situazione politica venutasi a creare nella Provincia Romandiolae, mentre Bologna fece atto di sottomissione in breve tempo, le città della Romagna furono più riottose. Il pontefice ottenne la sottomissione dei Malatesta a Rimini, dei da Polenta a Ravenna e di Guido da Montefeltro. Altre città e signori negarono invece l'omaggio. Il papa si adoperò per l'affermazione della sovranità pontificia su tutta la Romagna.

## Uno stato di ribellione intermittente (1278-1357)
La pace così faticosamente raggiunta da Niccolò III durò solo un anno. La missione di Latino Malabranca riportò solamente dei successi parziali. Il cardinal legato e il rettore riuscirono a porre fine agli scontri tra le famiglie dei Lambertazzi e dei Geremei a Bologna e tra guelfi e ghibellini a Firenze (1279), ma già nel 1280 la guerra riesplose in Toscana; Forlì inoltre non voleva piegarsi al partito guelfo. In quello stesso anno il pontefice morì.
Nel 1281, Papa Martino IV, francese, nominò conte di Romagna Giovanni d'Appia, consigliere militare di re Carlo I d'Angiò. Fu incaricato di formare un esercito per riconquistare le città romagnole. Dopo aver preso facilmente Faenza, Giovanni si diresse verso Forlì e cinse d'assedio la città, assedio che si protrasse fino al 1282. I forlivesi, capitanati da Guido di Montefeltro, riuscirono a rompere la stretta e a sconfiggere Giovanni d'Appia in quella che divenne la celebre battaglia di Forlì. L'episodio stesso venne ricordato da Dante Alighieri: "la terra che fe' già la lunga prova e di Franceschi sanguinoso mucchio" (Inferno XXVI, 43-44).
Nel XIV secolo la Santa Sede subì l'influenza politica della Francia, che fece trasferire la sede del papato ad Avignone. Dalla Provenza il pontefice non fu più in grado di governare i propri sudditi: molte città tornarono ad assetti politici locali. Tra il 1319 e il 1349 giunsero nella provincia diversi cardinali, incaricati dai pontefici di ristabilire l'ordine. Essi però non riuscirono a riprendere stabilmente il controllo del territorio. Tra essi vanno segnalati i seguenti:
- Napoleone Orsini (1305-1314), nominato da Clemente V[5];
- Bertrando del Poggetto (1319-34), che riconquistò Bologna e altre città, ma fu sconfitto dagli Estensi nel 1333.

Tra i rettori merita di essere menzionato Roberto d'Angiò re di Sicilia (nominato nel 1310), il cui tentativo di riportare la pace, peraltro, non ebbe successo.
Nel 1336, durante il vuoto di potere causato dal trasferimento del papato ad Avignone, il rettore della Provincia, Guglielmo di Arnaldo, fece redigere un corpus normativo al fine di regolamentare tutti gli aspetti della vita civile e militare della Provincia. Al numero 124 furono fissati i Confinia provinciæ Romandiolæ et comitatum Bretinorii:

### Elenco dei rettori di Romagna dal 1278 al 1383
| Rettori della Provincia Romandiolæ Fonti: Augusto Vasina, I romagnoli fra autonomie cittadine e accentramento papale nell'età di Dante (1965); Silvio Bernicoli, Governi di Ravenna e di Romagna dalla fine del secolo XII a tutto il secolo XIX (1968). | Rettori della Provincia Romandiolæ Fonti: Augusto Vasina, I romagnoli fra autonomie cittadine e accentramento papale nell'età di Dante (1965); Silvio Bernicoli, Governi di Ravenna e di Romagna dalla fine del secolo XII a tutto il secolo XIX (1968). |
| Data | Rettore |
| --- | --- |
| 1278-80 1281-83 | Bertoldo Orsini, a Imola Giovanni d'Appia, a Faenza |
| 1283-1286 | Guido di Montfort (temporale) Guglielmo Durante (spirituale), a Faenza |
| 1286-88 | Pietro di Stefano, a Faenza |
| 1288-89 | Ermanno Monaldeschi, a Imola |
| 1289-90 | Stefano Colonna, a Cesena |
| 1290-94 | Ildebrandino Guidi di Romena, a Imola |
| 1294 - aprile 1295 | Roberto da Cornay (Robert de Cornay, cavaliere templare), a Dovadola |
| aprile-settembre 1295 | Pietro Gerra (o Guerra) |
| ottobre 1295 - 1296 | Guglielmo Durante, a Cesena |
| 1296 | Massimo da Piperno, a Ravenna |
| 1300-01 | Matteo d'Acquasparta, Rimini/Cesena |
| 1301-03 | Carlo di Valois, a Firenze |
| 1304-06 | Tebaldo (o Teobaldo) Brusati, a Ravenna |
| 1306 | Pietro Colonna, a Oriolo di Faenza |
| 1309-10 | Raimondo di Attone, a Oriolo di Faenza |
| 1310-18 | Roberto d'Angiò, a Castrocaro e Napoli |
| 1318-20 | Rainerio di Zaccaria, a Ravenna |
| 1320-30 1330 1331 | Aimerico di Châtelus, a Cesena Passarino della Torre Bertrando del Poggetto, a Cesena |
| 1335-37 | Guglielmo di Arnaldo, a Faenza |
| 1337-38 | Giovanni d'Amalrico, a Meldola |
| 1339-40 | Rambaldo (o Raimboldo), vescovo d'Imola |
| 1341-42 | Filippo dell'Antella, a Faenza |
| 1342-1347 | Aimerico di Rolando (temporale), a Faenza Stefano Beneri (spirituale) |
| Dicembre 1347 - Maggio 1352 | Astorgio di Durafort, a Faenza |
| 1352-53 | Aimerico vescovo di Bosa (vicerettore) |
| 1/09/1353 - 28/02/1357 | Petrocino Casaleschi |
| 1361 | Aimerico Cavalcanti |
| 1364-1367 | Daniele del Carretto |
| 1367-1369 | Ugo di Montferrand |
| 1372 | Giovanni de Saya (vescovo di Dax) |
| 1380-83 | Galeotto Malatesta |

## Dalla cattività avignonese alle «Costituzioni Egidiane»
Con il trasferimento della sede papale da Roma ad Avignone mutò radicalmente l'importanza della provincia. Mentre infatti la Romandiola era concepita dalla Curia romana come il territorio più periferico dello Stato della Chiesa, per il papato avignonese essa rappresentò la regione più vicina alla sede papale. I pontefici francesi, quindi, potenziarono le relazioni con le sedi vescovili della Romandiola, privilegiando Bologna, in assoluto la città pontificia più vicina ad Avignone. Molti prelati di origine francese si insediarono nelle diocesi della provincia.
Fu un papa francese, Innocenzo VI (1352-1362) ad avviare la campagna per il ritorno della sovranità pontificia nella provincia Romandiolæ. Nel 1353 il pontefice nominò legato e vicario generale dei possedimenti pontifici in Italia il cardinale spagnolo Egidio Albornoz. In quattro anni l'Albornoz, abile organizzatore, riuscì a riportare sotto il potere della Chiesa tutti i territori che erano stati sottratti al suo dominio. In Romagna, l'Albornoz propose ai signori locali di assumere il titolo di "vicario apostolico". Avrebbero mantenuto la signoria sulla città, in cambio avrebbero giurato obbedienza al papa. Solo tre famiglie accettarono: gli Alidosi di Imola, i Da Polenta di Ravenna ed i Malatesta di Rimini.
Tutte le altre città furono conquistate con la forza. L'ultima città a cadere fu Forlì. Per averne ragione, infatti, l'Albornoz dovette ricorrere ad una lunghissima crociata contro i forlivesi.

Al termine del suo mandato, l'Albornoz raccolse la serie di leggi e decreti che aveva prodotto, promulgando le Constitutiones Sanctæ Matris Ecclesiæ, note oggi come Costituzioni egidiane. In esse apparve anche la ripartizione dei territori dello Stato della Chiesa.
Tale sistemazione rimase in vigore fino all'avvento di Napoleone (1796). Venne confermata la ripartizione dello Stato Pontificio nelle tradizionali cinque province, una delle quali fu denominata Provincia Romandiolæ et Exarchatus Ravennæ. Il territorio della provincia si estendeva dal fiume Panaro (tra Modena e Bologna) al fiume Foglia (presso l'odierna Pesaro).

Le Constitutiones prevedevano che ogni Provincia fosse governata da un cardinale legato, con residenza fissa in una città. Venne scelto il centro più popoloso, cioè Bologna (il capoluogo felsineo contava 60.000 abitanti, mentre le altre principali città della Romandiola, Ravenna, Forlì e Rimini, superavano di poco i 10.000 abitanti). Il primo cardinal legato ad entrare in città fu, nel 1360, lo stesso Egidio Albornoz.

## La Provincia Romandiolæ dal 1370 al 1540

### Cariche istituzionali
Legato pontificio
È il detentore del potere temporale nella Provincia. Risponde direttamente al pontefice. Generalmente la carica è rivestita da un cardinale. Dà ordini a tutti gli ecclesiastici del territorio e può, in caso di conflitto, sostituire il rettore nella sua sfera di attribuzione. Risiede a Bologna.
Rettore
L'incarico è affidato generalmente a un uomo d'armi di lungo corso. Nella sfera del potere temporale, il rettore è la più alta carica giurisdizionale della Provincia. Può dare ordini al braccio secolare. Dopo l'accordo del 1278 con gli Asburgo, il rettore assume il titolo di Conte di Romagna e di Bertinoro, già del rappresentante imperiale.
Presidente o Governatore
In Romagna fu prevista anche la figura del Presidente (o Governatore), alle dipendenze del legato pontificio, che risiedeva a Ravenna.
Vicarius in spiritualibus
Il vicario spirituale è un uomo di chiesa che affianca il legato pontificio; ha la funzione di rendere esecutivi i suoi ordini in ambito ecclesiastico. Creato da Martino IV (1281-85), fu soppresso nel 1416.
Vicarius in temporalibus
Dopo la recuperatione dei territori, alcune famiglie signorili, che non volevano essere cacciate dalla città che avevano dominato, vennero a patti con la Santa Sede. L'ex Signore giurò obbedienza al papa, che gli conferì la carica di "vicario apostolico" ed ampi poteri civili. I primi casati a raggiungere tale accordo furono i Malatesta di Rimini, i Da Polenta di Ravenna e gli Alidosi di Imola. 

Il vicario in temporalibus detiene il merum et mixtum imperium et gladii potestatem, ovvero la piena giurisdizione civile e criminale. Inoltre ha il potere di riscuotere tutti i tributi per conto della Santa Sede e può trattenere per sé i dazi. In cambio paga un'imposta alla Camera apostolica denominata census.

### Dal XIV al XVI secolo
I principali eventi accaduti nella Provincia Romandiolæ tra il 1370 e il 1540 furono:
- 1371: il vicario generale d'Italia è Anglico de Grimoard, coadiuvato dal vicario in spiritualibus Pietro (Pierre d'Estaing), arcivescovo di Bourges. Nella provincia Anglico redasse due censimenti fiscali: la Descriptio civitatis Bononiensis eiusque comitatus, e la Descriptio provinciæ Romandiolæ (che reca la data del 9 ottobre 1371);
- 1475 papa Sisto IV, nel Breve di nomina del vescovo di Cesena Giuseppe Venturelli a governatore della provincia, indicò espressamente il confine esistente tra la diocesi di Bologna e la diocesi di Imola, dichiarando che tale "confine doveva essere segnato dal Sillaro e dalla strada di Dozza[18]. Inoltre confermò il confine sud-est, che correva "dal monte al piano fino al fiume Foglia"[19].
- 1540: Giovanni Guidiccioni, da poco nominato governatore, istituisce a Forlì la Magistratura detta dei Novanta Pacifici, per porre finalmente fine alle faide nobiliari e alle discordie, anche violente, tra le fazioni. Tale magistratura resterà attiva fino al 1797, quando sarà sciolta da Napoleone.

Con Francesco Alidosi (nominato da Giulio II nel 1509) inizia la nuova serie dei Legati pontifici. Da allora in poi i rappresentanti papali vengono definiti Legatus Bononiæ et Romandiolæ. La sede di Ravenna è retta da presidenti o vicelegati alle dipendenze del legato bolognese. Nel corso di pochi decenni le due entità che compongono la Provincia Romandiolæ vengono sempre più distinte.
Secondo gli storici l'anno di nascita della Provincia (o Legazione) di Romagna è il 1540: il 24 settembre di quell'anno viene nominato il primo cardinale legato di Romagna: Giovanni Maria del Monte (futuro Papa Giulio III): «Il breve e la lettera apostolica concessi al cardinale del Monte sanciscono la definitiva autonomia della Legazione di Romagna rispetto a quella di Bologna “de qua antea erat”».
Sede del Legato di Romagna fu il Palazzo Apostolico di Ravenna, costruito alla fine del XIII secolo nell'odierna Piazza del Popolo.

### Elenco legati pontifici e rettori dal 1403 al 1508
| Legati pontifici e Rettori della Provincia Romandiolæ Fonte: Silvio Bernicoli, Governi di Ravenna e di Romagna dalla fine del secolo XII a tutto il secolo XIX (1968) | Legati pontifici e Rettori della Provincia Romandiolæ Fonte: Silvio Bernicoli, Governi di Ravenna e di Romagna dalla fine del secolo XII a tutto il secolo XIX (1968) | Legati pontifici e Rettori della Provincia Romandiolæ Fonte: Silvio Bernicoli, Governi di Ravenna e di Romagna dalla fine del secolo XII a tutto il secolo XIX (1968) | Legati pontifici e Rettori della Provincia Romandiolæ Fonte: Silvio Bernicoli, Governi di Ravenna e di Romagna dalla fine del secolo XII a tutto il secolo XIX (1968) | Legati pontifici e Rettori della Provincia Romandiolæ Fonte: Silvio Bernicoli, Governi di Ravenna e di Romagna dalla fine del secolo XII a tutto il secolo XIX (1968) |
| Data | Legato (con sede a Bologna) | Titolo | Data | Rettore (con sede a Ravenna) |
| --- | --- | --- | --- | --- |
| 1403-1408 | Baldassarre Cossa | Sant'Eustachio | | |
| 1409-11 | Corrado Caracciolo | San Crisogono | | |
| 1411 | Enrico Minutolo | Cardinale vescovo di Sabina | | |
| 1412-1413 | Lodovico Fieschi | Sant'Adriano al Foro | | |
| 1413 | Rinaldo Brancaccio | Santi Vito e Modesto | | |
| 1420-1423 1423-24 | Alfonso Carrillo de Albornoz Gabriele Condulmer | Santa Maria Nuova San Clemente | 1419-1429 | Carlo I Malatesta |
| 1424-28 | Lodovico Alemanni | Arcivescovo di Arles | 1426 | Domenico Capranica |
| 1429-30 | Lucido Conti | Santa Maria in Cosmedin | | |
| 1431-1433 | Fantino Dandolo | | | |
| 1433-1434 | Marco Condulmer | Vescovo di Avignone | | |
| 1434-ante 1437 | Giovanni Maria Vitelleschi | Vescovo di Recanati | | |
| 1440-1446 | Ludovico Scarampi | San Lorenzo in Damaso | Nel 1441 Ravenna passa sotto la signoria di Venezia. La serie continua con i Governatori di Romagna.                                                                  | Nel 1441 Ravenna passa sotto la signoria di Venezia. La serie continua con i Governatori di Romagna.                                                                  |
| 1447-1449 | Astorgio Agnesi | Sant'Eusebio | | |
| 1450-1455 | Giovanni Bessarione | Santi XII Apostoli | | |
| 1455-1458 | Lodovico Giovanni de Milà | Santi Quattro Coronati | 1458 1459 | Angelo Capranica Ottaviano Pontano |
| 1460-1463 | Angelo Capranica | Santa Croce in Gerusalemme | | |
| 1463 | Niccolò Forteguerri | Santa Cecilia | 1463-66 | Angelo Gerardini |
| 1464-1468 | Angelo Capranica (2º mandato) | Santa Croce in Gerusalemme | 1467 1468 1469 | Angelo Maccafani Giovanni B. Savelli Nicolò da Genazzano |
| 1471-1483 | Francesco Gonzaga | Sant'Agata dei Goti | | |
| 1483-1484 | Giuliano della Rovere | San Pietro in Vincoli | | |
| 1484-1485 | Giovanni Battista Savelli | Santi Vito e Modesto | | |
| 1485-1498 | Ascanio Maria Sforza | Santi Vito e Modesto | ante 1493 1493 | Girolamo Conti Nicola Cybo |
| 1499 | Giovanni Borgia | Santa Maria in Via Lata | | |
| 1500-1503 | Giovanni Battista Orsini | Santi Giovanni e Paolo | Ago. 1500 Ott. 1500-1503 | Giovanni Olivieri Cesare Borgia |
| 1503-1504 | Giovanni Sacco | Arcivescovo di Ragusa | | |
| 1504-1507 | Galeotto Franciotti | San Pietro in Vincoli | 1506 | Angelo Leonini |
| 1507 | Antonio Ferrero | Santi Vitale, ecc. | | |

### Elenco Legati pontifici «Bononiæ et Romandiolæ» dal 1509 al 1540
| Nomina conferita da                           | Data della nomina | Legato                     |
| Giulio II Della Rovere                        | giugno 1509       | Francesco Alidosi          |
| Giulio II                                     | maggio 1511       | Pietro Isvalies            |
| Giulio II                                     | ottobre 1511      | Giovanni de' Medici        |
| Giulio II                                     | giugno 1512       | Sigismondo Gonzaga         |
| Leone X de' Medici                            | 11 aprile 1513    | Giulio de' Medici          |
| La Romagna è occupata dalle truppe di Leone X |                   |                            |
| Clemente VII                                  | 1524              | Innocenzo Cybo             |
| Clemente VII                                  | 1535              | G. Maria Ciocchi del Monte |
| Paolo III                                     | 1º settembre 1536 | Guido Ascanio Sforza       |

### Elenco PresidentiProvincia Romandiolædal 1509 al 1540
| Data di nomina                                      | Nome                          | Provenienza                           |
| 30 aprile 1509                                      | Giovanni Maria Capucci        |                                       |
| 1513                                                | Nicolò Pandolfini             | vescovo di Pistoia                    |
| 1515                                                | Alessandro Guasco             | vescovo di Alessandria                |
| 19 settembre 1517                                   | Bernardo de' Rossi            | vescovo di Treviso                    |
| 1523                                                | Orlando Carretto della Rovere | arcivescovo di Avignone               |
| settembre 1523                                      | Nicolò Bonafede               | vescovo di Chiusi                     |
| 6 maggio 1524                                       | Francesco Guicciardini        | filosofo e storico                    |
| 1526                                                | Giacomo Guicciardini          |                                       |
| Tra il 1527 e il 1529 Ravenna fu soggetta a Venezia |                               |                                       |
| 1529                                                | Lionello Pio                  | dal 1531 signore di Meldola e Sarsina |
| 25 gennaio 1532                                     | Bartolomeo Valori             | nobile di Firenze                     |
| 14 settembre 1534                                   | Gregorio Magalotti            | vescovo di Chiusi                     |
| 1536                                                | Giovanni Guidiccioni          | vescovo di Fossombrone                |
| 29 gennaio 1537                                     | Cesare Nobili                 | nobile di Lucca, Senatore di Roma     |
| 7 maggio 1539                                       | Berardo Santi                 | vescovo dell'Aquila                   |
| 7 dicembre 1539                                     | Giovanni Guidiccioni          | vescovo di Fossombrone                |